# رعاية الأمومة والطفولة (هولندا)

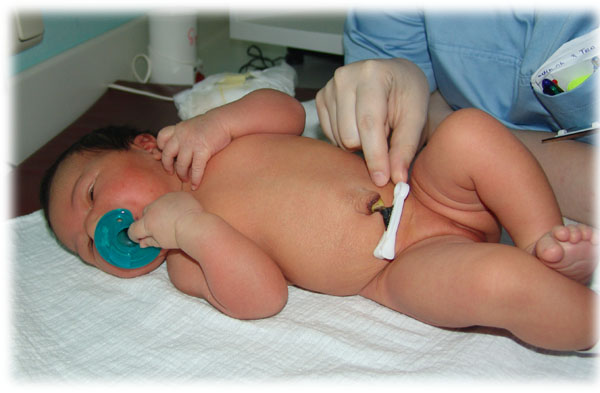
فحص مشبك الحبل السري

رعاية الأمومة والطفولة (بالهولندية: Kraamzorg) هي خدمة طبية في هولندا حيث يتم توفير رعاية ما بعد الولادة للأم وطفلها الجديد لمدة ثمانية إلى العشرة أيام الأولى بعد ولادته مباشرة.
وهذه الخدمة عبارة عن ممرضة مؤهلة لرعاية الأمومة kraamverzorgster التي تأتي إلى المنزل من أجل توفير الرعاية للمولود وإعطاء الإرشادات والتعليمات الأولى للأم. ويتم تضمين بند رعاية الأمومة والطفولة داخل التأمين الصحي في هولندا؛ رغم أنه- تبعاً لسياسة محددة يتم دفع مساهمة صغيرة لكل ساعة من الرعاية.
والمسؤولية الأساسية لممرضة الأمومة هو ضمان تعافي الأم من الولادة بسرعة وفعالية، ومساعدتها في إرضاع وليدها بشكل صحيح، وأن المولود يتطور بشكل مناسب. وتشمل المهام المعتمدة للممرضة أيضاً القيام ببعض الأعمال المنزلية الخفيفة مساعدةً للأم، واستقبال زوارها، وتجهيز الوجبات الغذائية لها. وإعطائها بعض الإرشادات في كيفية غسل- (الاستحمام-) المولود الصغير، والتجهيزات اللازم شراءها من ملابس وفوط استحمام وكيفية تجهيز سرير الطفل. كما أنه من المهم بمكان أن تتواصل بشكل جيد مع باقي أفراد العائلة.
والإتصال بمؤسسة رعاية الأمومة والطفولة kraamzorg التي وقع عليها الاختيار يبدأ من الأسبوع الرابع والثلاثين من الحمل. وعند هذه النقطة بأتي ممثل للمؤسسة في زيارة منزلية ليشرح أنواع الدعم المتاحة اعتماداً على ما إذا كانت الأم تخطط الولادة في المنزل أو المستشفى.
وعدد ساعات الرعاية المنصوص عليها لكل أم تختلف، ويمكن أن تتغير حتى بعد الولادة. وهناك ثلاثة مستويات من الرعاية: الرعاية الأساسية، ورعاية الحد الأدنى ، والرعاية المرنة والتي تترجم إلى عدد معين من ساعات الخدمة يومياً تبعاً للأم والحالة الشخصية للأسرة. والعوامل التي تحدد مستوى الرعاية: عدد الأطفال في الأسرة، الوضع المنزلي الغير مستقر، مشاكل مع الرضاعة الطبيعية، والمرض في العائلة.
وتوفر مؤسسة رعاية الأمومة والطفولة قائمة من البنود التي يجب أن تكون في المنزل من أجل التحضير لوصول الطفل، و تصدر المؤسسة ملفاً يمكن للأمهات تتبع تقدم أطفالهن يوماً بعد يوم، بالإضافة لتتبع تعافيهن من الولادة.
ويتم تشجيع الأسر والأمهات لطرح التساؤلات بقدر الإمكان استعدادا لأول لقاء مع ممثل المنظمة.

## التاريخ
كانت ممرضات رعاية الأمومة والطفولة توفر الرعاية للأم والطفل في هولندا لقرون. وكان يتم تدريبهن على يد نساء ذوات خبرة، وغالباً كن يعتمدن على أساليب مجربة وقديمة. أما أولى الدورات الرسمية لهؤلاء الممرضات فبدأت عام 1900م. وعام 1923م تم تشكيل لجنة لمتابعة الإشراف على نوعية رعاية الأمومة.